# Kupferhof Unterster Hof

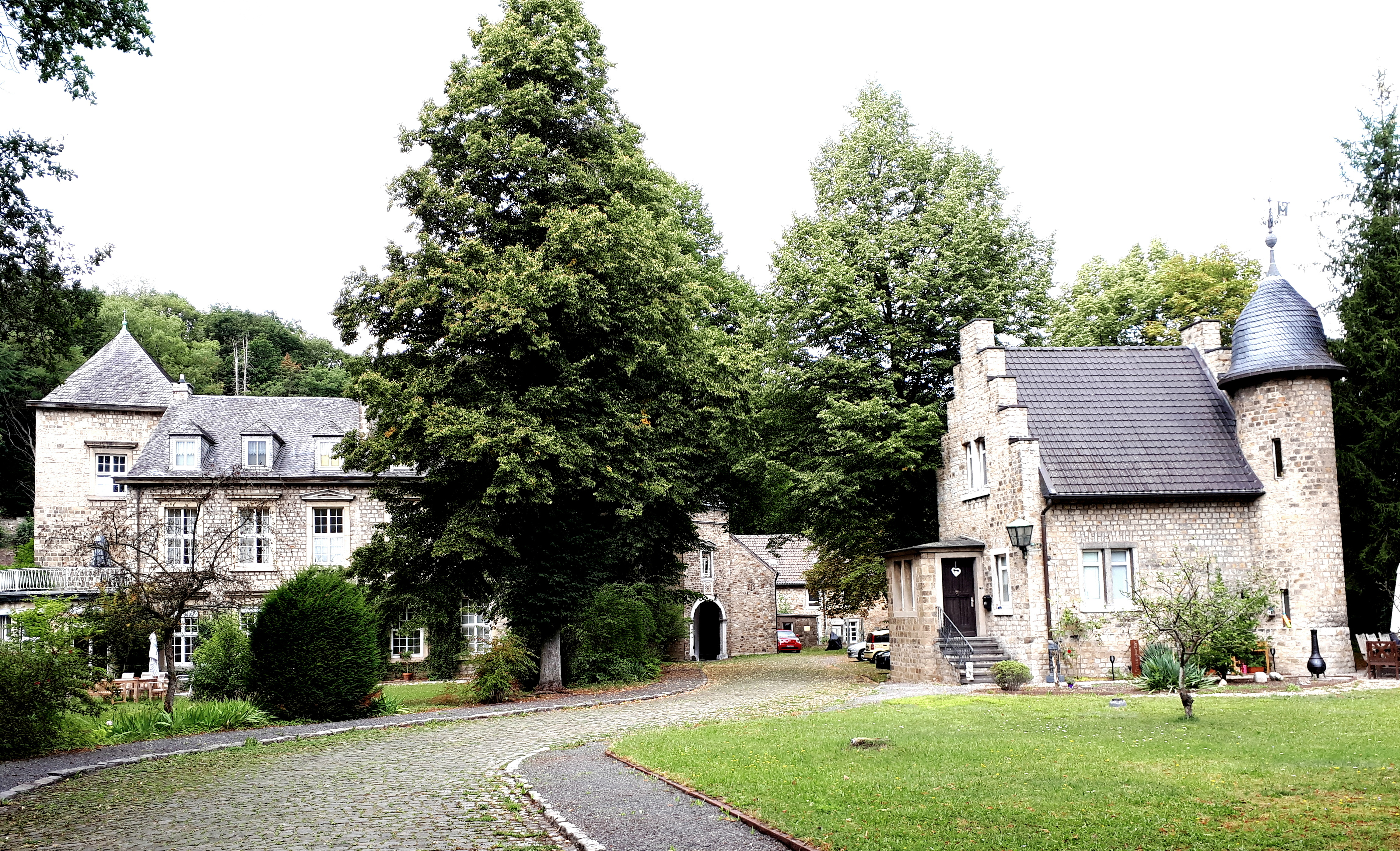
Kupferhof Unterster Hof

Der Unterste Hof ist einer der wenigen noch erhaltenen Kupferhöfe der Stadt Stolberg. Er stammt aus dem 17. Jahrhundert und gehört zu den Baudenkmälern der Industrialisierung dieser Stadt.

## Geschichte des Kupferhofes

### 17. Jahrhundert

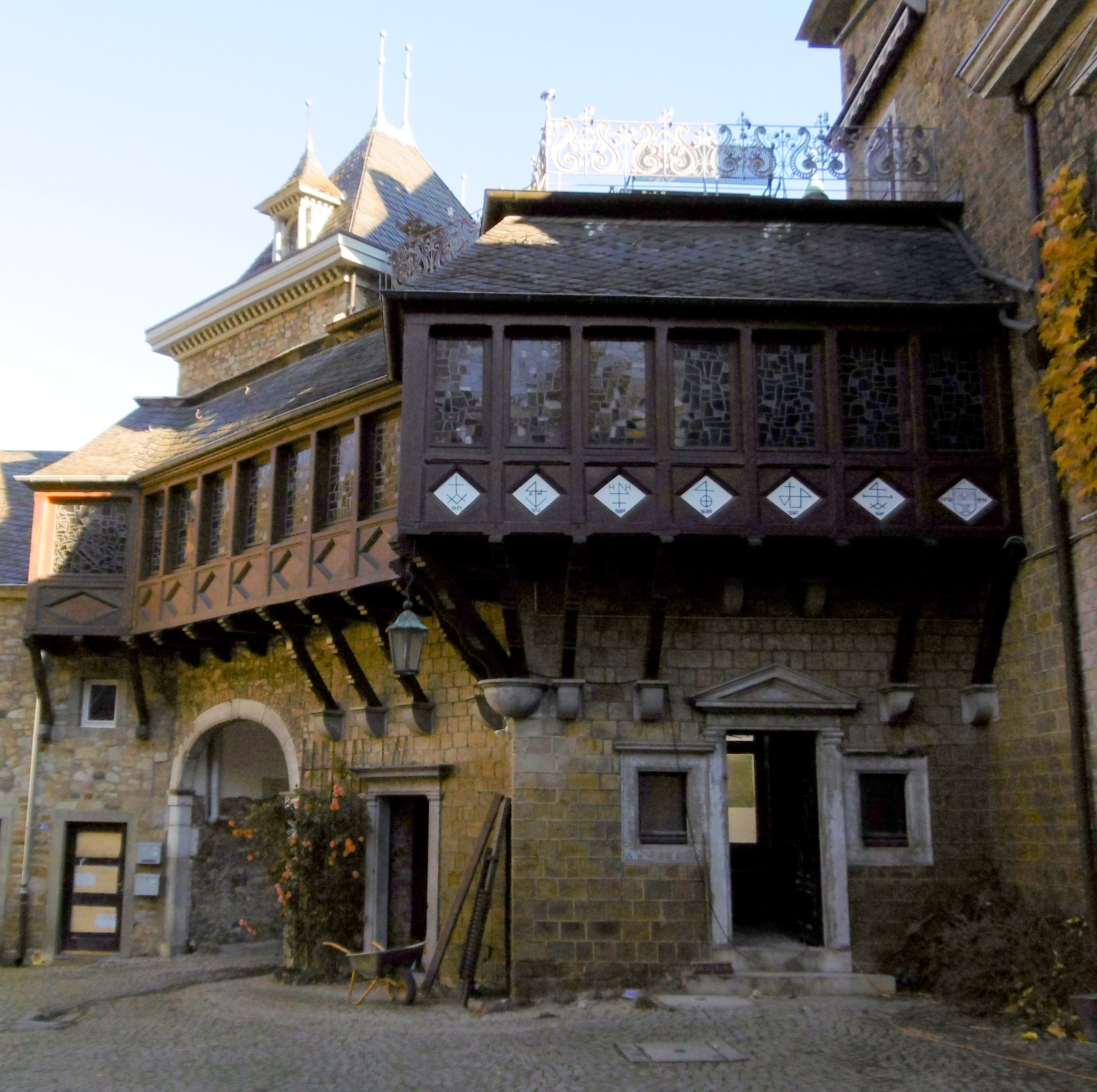
Jugendstilgalerie mit restaurierten Mircken der Kupfermeister: Leonhard Schleicher, 1591; Servas von der Weiden, 1612; Heinrich Hansen, 1584; Johannes Markant, 1686; Mathis Peltzer, 1583; Jeremias Hoesch, 1661; Familienwappen Schleicher, 1716 – 1996.

Bischof Wilhelm von Worms war der Vormund der Kinder der Witwe Odilia von Harff seines Bruders von Efferen. Er verkaufte am 4. Oktober 1611 einige Grundstücke an den Stolberger Kupfermeister Franz Östringer (teilweise auch Ostländer genannt) sowie seine Frau Anna von dem Felde. Diese Wiesen befanden sich auf dem Gelände Ober-Schnorrfeld. Überlieferte Dokumente belegen, dass der Käufer zur Entwässerung einen Abfluss seines auf dem Grundstück vorhandenen Teiches durch eine benachbarte Fläche von Odilia von Harff legen ließ und sich verpflichtete, hierfür Pacht zu entrichten.
Am 26. September 1612 vereinbarten die Kupfermeister Franz Östringer und Servas von der Weiden vor dem Abt der Reichsabtei Kornelimünster als Zeugen, auf diesem Grundstück zwei Kupfermühlen zu errichten. Jede sollte zwei Wasserräder mit drei Hämmern pro Wasserrad besitzen, um mit ihnen Kupfer und Messing zu bearbeiten. Beide Gebäude befanden sich unter einem Dach. Durch Losentscheid wurde bestimmt, welcher Kupfermeister das obere und welcher das untere Gebäude erhalten sollte. So wurde entschieden, dass Servas von der Weiden den oberen, Franz Östringer den unteren Hof erhalten sollte.
Neben dem Werk errichtete Servas von der Weiden auch sein heute noch erhaltenes Wohnhaus an der Südseite des Unteren Hofes.
Franz Östringer starb vor Servas von der Weiden, was daraus zu erkennen ist, dass am 21. Juli 1621 sein Sohn Tillmann einen Vertrag über den gemeinsamen Wasserverbrauch des Unteren Hofes unterzeichnete.
Innerhalb der nächsten 15 Jahre wechselte der Eigentümer des Kupferhofes, denn aus dem Jahr 1637 liegen Dokumente vor, die Jeremias Hoesch Sen. († 1643) als Besitzer des Östringerschen Anteils ausweisen.
Am 1. August 1666 verpachtete Servas von der Weiden jun., der durch Verwandtenheirat der Schwiegersohn von Jeremias Hoesch wurde, den Kupferhof an Theodor Peltzer. Dieser kaufte ihn in den Folgejahren. Er war mit Barbara Lynen verheiratet. Sowohl die Familien Peltzer als auch Lynen wurden später zu bedeutenden Kupfermeisterfamilien. Der Anteil des Kupferhofgründers Servas von der Weiden wechselte also in die Hände der Familie Peltzer, während der Östringersche Anteil Eigentum der Familie Hoesch war.
Zu einer Gebietserweiterung des Unteren Hofes kam es durch einen Vertrag vom 16. August 1680, als Jeremias Hoesch d. J. den Molenbend (heutiger Straßenname: Am Mohlenbend) pachtete.

### 18. Jahrhundert

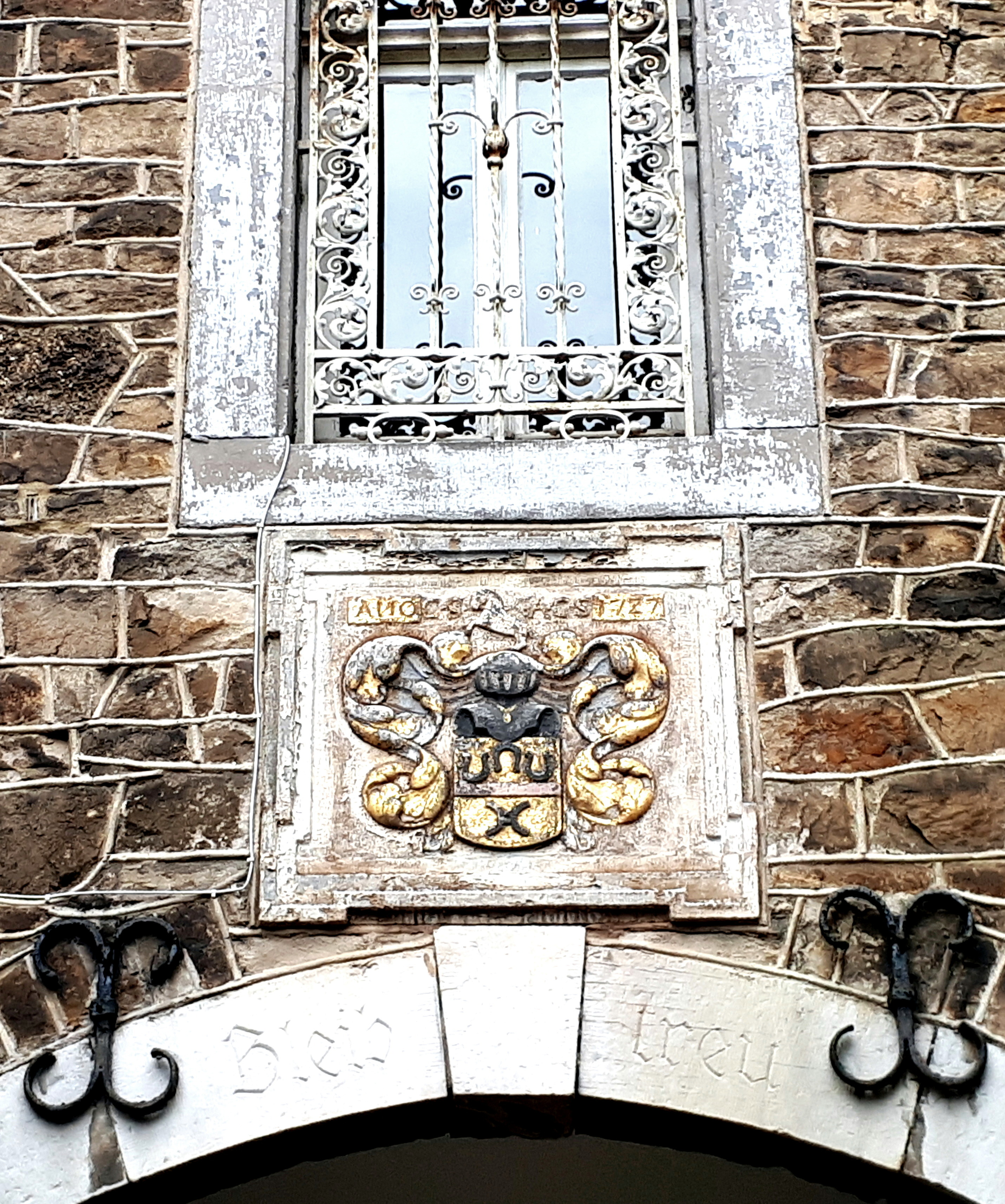
Wappen Schleicher

Julius Hoesch wirtschaftete auf seinem Teil des Unteren Hofes erfolgreich, Familie Peltzer arbeitete hingegen unrentabel, denn bereits der Sohn Theodor Peltzers, Johann Peltzer, war gezwungen, am 10. Dezember 1714 seinen Anteil am Unteren Hof an Hermann Krauthoff und seine Frau Elisabeth Lynen zu verpachten. Johann war bei seinem Tod so mittellos, dass sein Schwiegervater Leonhard von Asten die Begräbniskosten übernehmen musste. Am 1. Dezember 1718 wurde der Anteil am Kupferhof der Familie Peltzer versteigert und von Guillaume Schleicher erworben. Dieser übernahm die gesamten Verbindlichkeiten Peltzers sowie die Kosten für den Leichentrunk in Höhe von 24 Reichstaler sowie 34 Albus.
Guillaume Schleicher († 1730) war Bürgermeister von Stolberg und in seine Zeit fiel die Blüte der Stolberger Messingindustrie. Dies erkennt man deutlich am Anstieg der Messingöfen in Stolberg, deren Anzahl von 30 im Jahre 1708 auf 130 – 140 im Jahre 1794 stieg. In dieser Zeit baute Guillaume Schleicher den Kupferhof Unterster Hof aus. So errichtete er das Eingangstor zum Hof und schmückte dieses mit dem Familienwappen. Bei seinem Tod hinterließ er einen Sohn, Leonhard (* 1730). Dieser erweiterte das Gelände des Kupferhofes um 5 ¾ Morgen, eine Wiesenfläche, die er am 16. Januar 1739 von Matthias Hoesch erwarb. Leonhard Schleicher heiratete am 31. Oktober 1724 Margarethe Mechtildis Peltzer und hinterließ bei seinem Tod acht Kinder. Vermutlich führte Leonhards Mutter Anna Katharina die Geschäfte auf dem Kupferhof weiter, da erst nach dem Tod der 81-jährigen Frau am 20. November 1760 die Aufteilung des Erbes erfolgte.
Dokumente belegen, dass durch Los die Aufteilung des Erbes im Wert von 56.168 Reichstalern bestimmt wurde. Die Bestimmung des ersten Loses, das u. a. den Untersten Hof umfasste, lautet: „Primo seyndt in dem ersten Loohs gesetzet der Kupferhof genant Unterster Hof. Haubt und neben Behausung, Stallungen, Kohlenschopp, Ofenshaus, Kupfer und Wörk Kammeren, sambt der diesem geheucht inkorporierten Kupfer und Callmey Mühlen, beide zu diesem Kupferhof gehörige Garten, einer ober dem Haubt Haus in seinen Mauern, der andere aber außer der Pforten, zwischen den Weyeren gelegen, forth Baumgarten, Weyern, Mohndohlhäusgen, Dreckwasch, der sogenannte Weingarts Berg und letztlich der Bendt die Mohlen genannt, 5 ¾ Morgen, alles unter dem Ambt Eschweiler außer, dass der Weingarts Berg und die Mohlen Stolberger Jurisdiktion gelegen.“ Das erste Los, dessen Wert auf ca. 8.000 Reichstaler geschätzt wurde, wobei der Wert des Untersten Hofes bei ca. 3.000 Reichstalern lag, fiel auf Matthias Schleicher. Dieser wirtschaftete sehr erfolgreich, so dass er an seinem Lebensende jeweils 29.482 Reichstaler auf seine fünf Kinder aufteilen konnte.
Am 22. März 1765 verpachtete die Familie Hoesch ihren Anteil am Untersten Hof an Mathias Leonhard Schleicher, den Nachfolger Mathias Schleichers († 6. Dezember 1799), so dass dieser sowohl die früheren östringerschen als auch die Anteile von der Weidens besaß. Dieser Pachtvertrag täuschte jedoch nur eine Pacht vor. In Wirklichkeit war es ein Kauf, da durch diese Vertragsform das damals gebräuchliche Beschüttrecht umgangen werden konnte.
1775 kam es in Stolberg zu verheerenden Überschwemmungen. Um ihre Werke zu schützen, errichteten die Besitzer der besonders gefährdeten Kupferhöfe, darunter Mathias Leonhard Schleicher, ein neues Wehr am Vichtbach. Obwohl die Nutzung und der Unterhalt des Wehrs geregelt wurden, führte dies später zu einer Fülle von Prozessen.

### 19. Jahrhundert

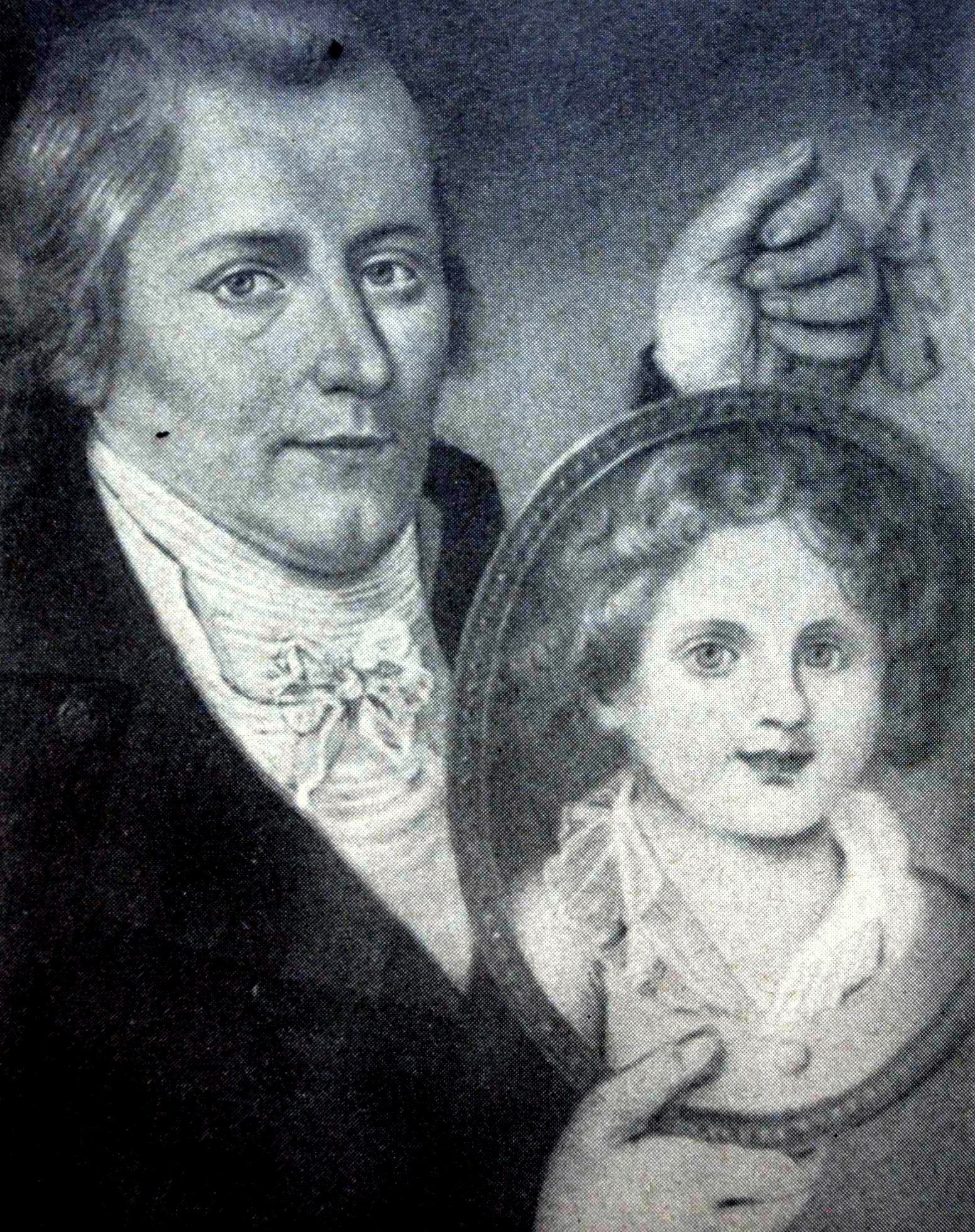
Matthias Leonhard Schleicher (1758–1836)
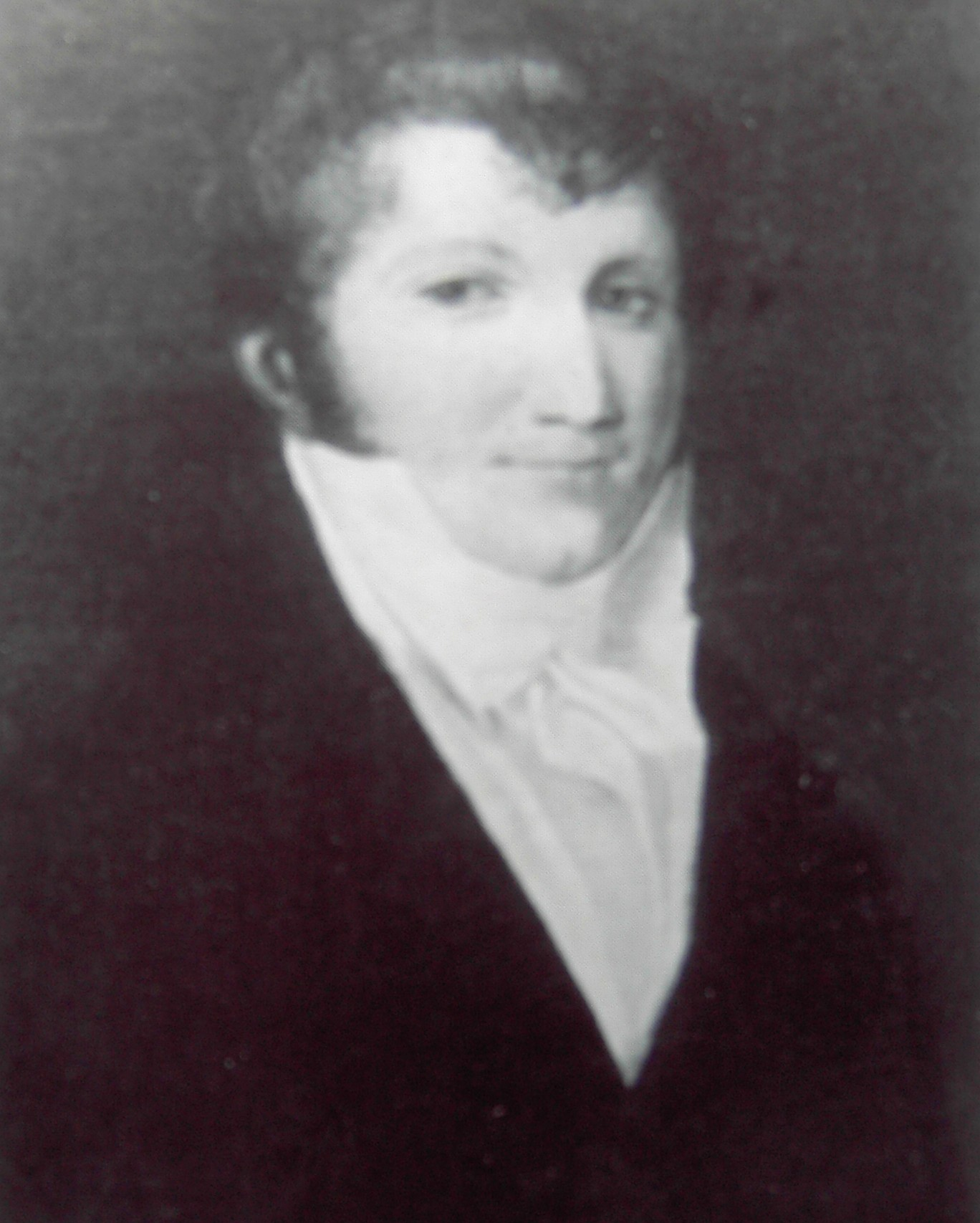
Matthias Ludolf Schleicher (1788–1831)

1814 prozessierte Mathias Leonhard Schleicher, der Besitzer des Kupferhofs Roderburgmühle, und Paul Offermann, der Tuchfabrikant der Ellermühle wegen des Verfügungsrechtes über das Wehr. Offermann verlor den Prozess und am 18. Juli 1815 wurde ein neuer Stauweiher errichtet. Hinzu kamen Änderungen am Verlauf des Ellermühlenkanals.
Mathias Leonhard Schleicher übertrug noch zu Lebzeiten den Untersten Hof seinen beiden Söhnen Mathias Ludolf und Napoleon Schleicher. Die Charaktere der beiden Söhne waren sehr verschieden. Um hierdurch Nachteile für den Kupferhof zu vermeiden, übernahm Mathias Ludolf Schleicher am 9. Oktober 1843 den kompletten Kupferhof, während Napoleon den inzwischen auch in Familienbesitz befindlichen Hof Weide übernahm.
Mathias Ludolf Schleicher († 20. Juli 1831) war ein fortschrittlicher Fabrikant und modernisierte Produktionsprozesse auf dem Untersten Hof. So setzte er als erster nicht mehr Galmei, sondern metallisches Zink für die Messinggewinnung ein, was große wirtschaftliche Vorteile brachte. Er starb mit 43 Jahren an Schwindsucht.
Die Geschäfte von Mathias Ludolf führte seine Frau Catharina Johanna „Amalie“ Schleicher, geb. Schüll (1788–1850) weiter. Sie erwies sich als extrem geschäftstüchtig, sparsam und streng. Nach ihrem Tod vermachte sie den Untersten Hof ihrem Sohn Eduard Schleicher (* 1813). Die strenge Erziehung durch seine Mutter verschaffte ihm ausgezeichnete Führungseigenschaften. Eduard ersetzte an der Ostseite des Hofes das alte Haus durch einen neuen Sandsteinbau und die bisher vorhandene Einfriedungsmauer durch einen Zaun. Am 31. März 1866 erwarb er von Robert Schleicher, der Sohn von Napoleon Schleicher, den Hof Weide zurück.
Rauchschäden und Kontaminationen durch die im Ortsteil Münsterbusch gelegene Zinkhütte hatten große Teile des um den Untersten Hof gelegenen Waldes absterben lassen. Eduard führte einen zehnjährigen Prozess gegen die Zinkhütte, den er gewann. Als Entschädigung wurde ihm eine jährlich zu zahlende Goldsumme zugesprochen. Die Verdienste für die Stadt Stolberg brachten ihm den Titel Kommerzienrat ein.

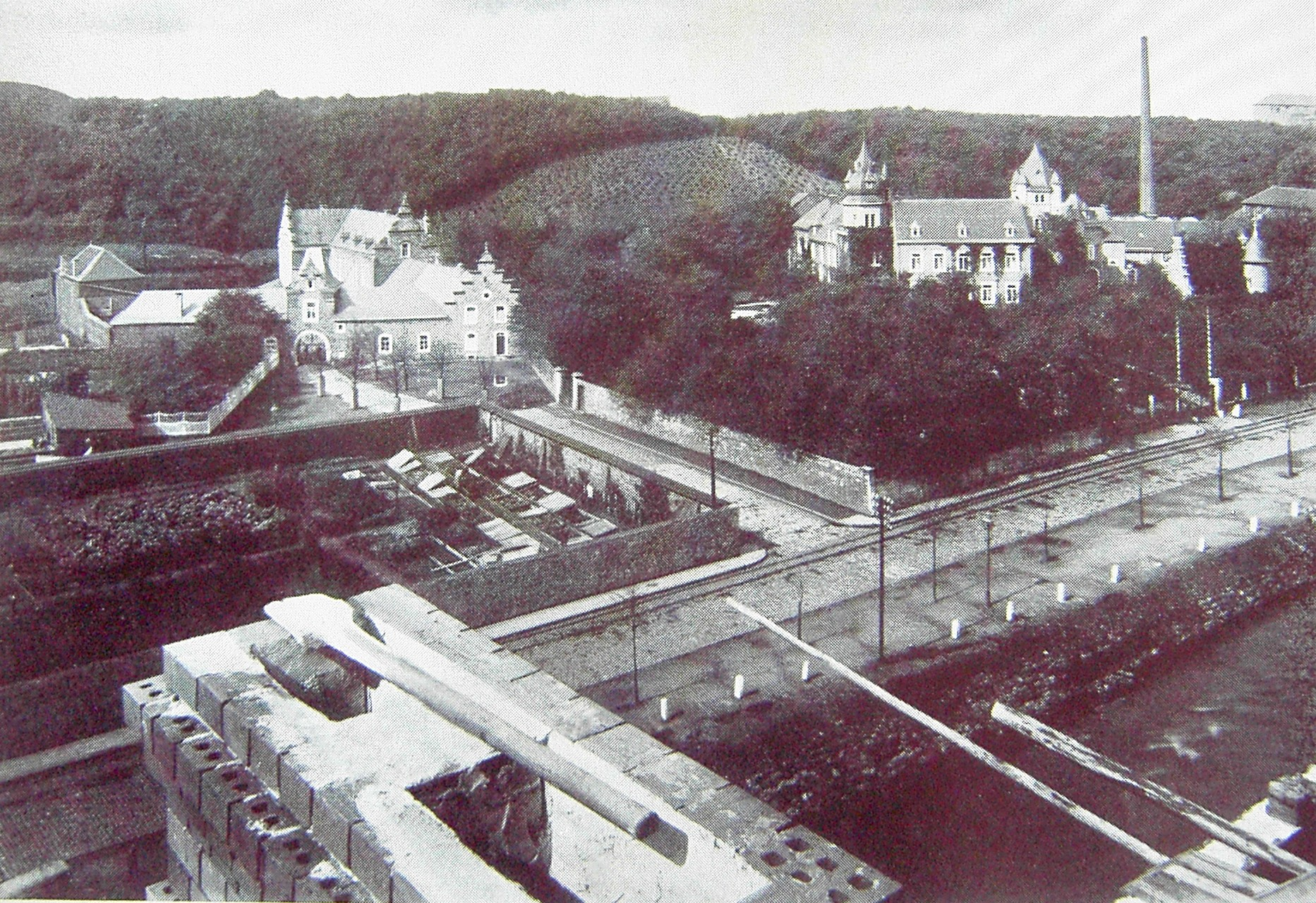
Kupferhöfe Unterster Hof (rechts) und Weide (links) um 1900

Nach dem Tod seines Vaters erbten Emil und Walter Schleicher den Untersten Hof. Sie modernisierten die Anlagen des Kupferhofs und ersetzten die Wasserkraft der Maschinen durch Dampfantrieb. Die alten Wassermühlen wurden verkauft.
Als 1887 Walter Schleicher aus Gesundheitsgründen ausschied, übernahm Emil Schleicher alleine die Firmenleitung. Er baute den Kupferhof um und ließ die beiden Jugendstiltürme errichten. Der Innenhof wurde prächtig ausgestattet. Durch Pflanzung widerstandsfähiger Pflanzen gelang es ihm, den durch Umweltschäden fast völlig vernichteten Baumbestand zu erneuern und den zum Kupferhof gehörenden Park wieder zu begrünen.
Die Messingindustrie Stolbergs befand sich in der zweiten Hälfte des 19. Jahrhunderts im Niedergang und zahlreiche Fabrikanten verkauften ihre Betriebe. Emil Schleicher wollte dies unter allen Umständen verhindern. Um dies zum Ausdruck zu bringen, nannte er den Kupferhof Unterer Hof in „Burg Bleibtreu“ um. Aufgrund seiner Verdienste wurde auch Emil Schleicher zum Kommerzienrat ernannt.

### 20. und 21. Jahrhundert

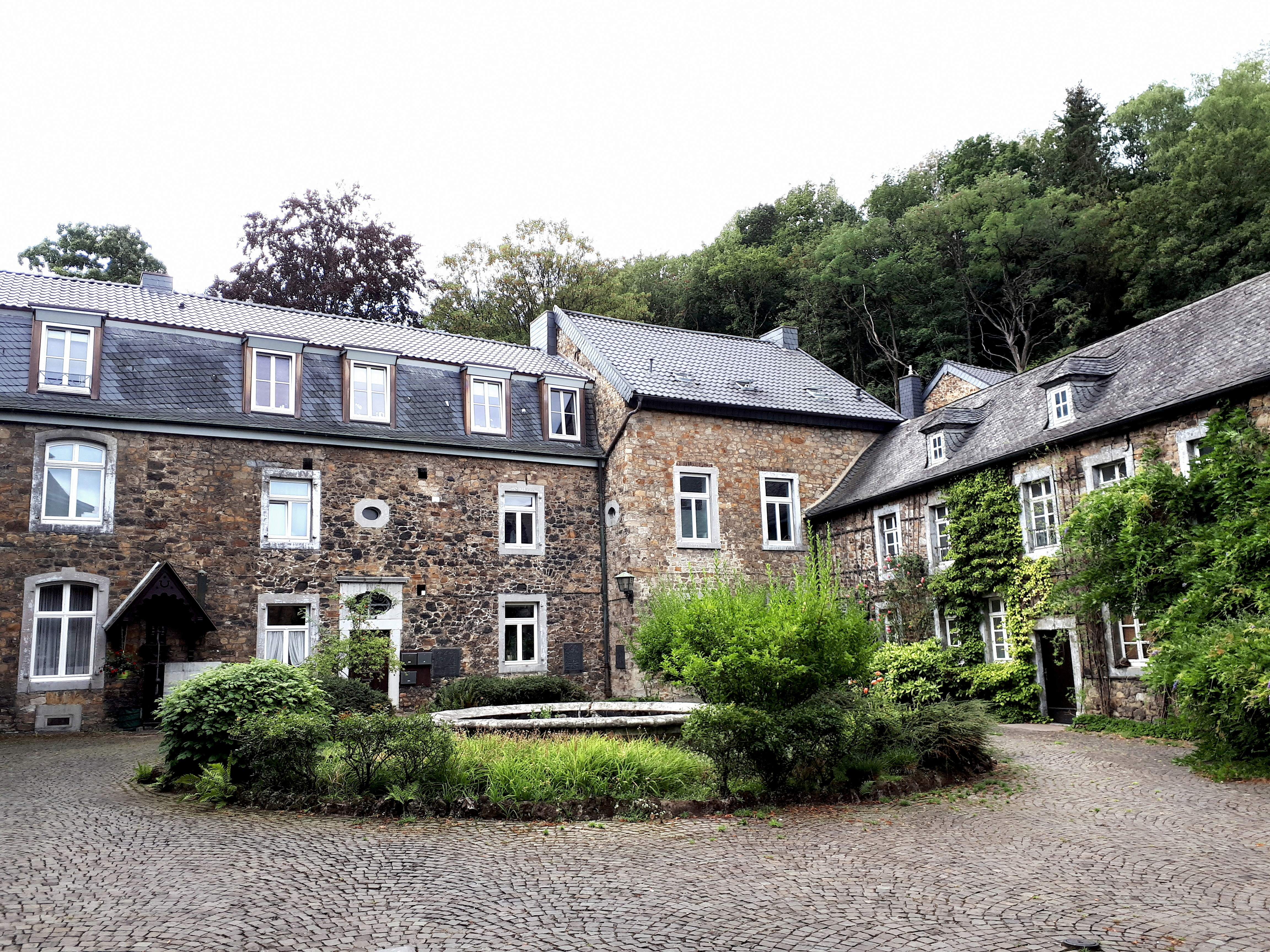
Innenhof

Die Folgen des Ersten Weltkrieges und die Inflation der Jahre 1922/1923 bedrohte die wirtschaftliche Lage vieler Kupferhöfe. Deshalb schlossen sich die Erben Emil Schleichers zu einer Kommanditgesellschaft zusammen. Sie verpachteten ihre Betriebe 1934 an die Stolberger Metallwerke. Geschäftsführer des neuen Unternehmens wurden Kurt Schleicher, Sohn von Arthur Schleicher sowie Oskar Lynen, der auch seine Firma „von Asten & Lynen“ angeschlossen hatte.
Die Geschicke des Unteren Hofes lagen somit in den Händen von Kurt Schleicher, der den Unteren Hof nach dem Familienmotto „Viribus unitis“ – „Mit vereinten Kräften“ führte. Über Karl Schleicher und anschließend Klaus Schleicher blieb der Hof bis zum heutigen Tag weiterhin im Familienbesitz.
Der alte Mühlenbau, der 1938 neu errichtet wurde, steht heute noch und auch der Ellermühlenteichlauf, der früher vier Wasserräder antrieb, ist immer noch vorhanden.